# Condado de Brown (Kansas)
O Condado de Brown é um dos 105 condados do estado americano de Kansas. A sede do condado é Hiawatha, e sua maior cidade é Hiawatha. O condado possui uma área de 1 482 km² (dos quais 4 km² estão cobertos por água), uma população de 10 724 habitantes, e uma densidade populacional de 7 hab/km² (segundo o censo nacional de 2000). O condado foi fundado em 25 de agosto de 1855.